# Filippo di Opunte
Filippo di Opunte, noto anche come Filippo di Medma (Opunte o Medma, 410 a.C. circa – 336 a. C. circa), è stato un matematico, filosofo e astronomo greco antico.

## Biografia
Nacque nel IV secolo a.C., secondo Proclo nell'antica colonia di Medma (presso l'odierna Rosarno), secondo Diogene Laerzio presso Opunte. 
Fu discepolo di Socrate e in seguito discepolo, amico e segretario personale di Platone, di cui curò le opere postumeː 
(Diogene Laerzio, III 37 - trad. A. D'Andria)
Sarebbe vissuto, secondo le fonti, fino a metà del IV secolo a.C., ossia all'epoca di Filippo II di Macedonia.

## Opere
Secondo Suda, in una voce mutila dell'inizio, Filippo fu
Vissuto fino al tempo di Filippo di Macedonia, scrisse quanto segue: Sulla distanza del sole e della luna; Sugli dei; Sui miti; Sulla libertà; Sulla rabbia; Sulla reciprocità; Sulla Locride Opunzia; Sulla passione; Su amici e amicizia; Sulla scrittura; Su Platone; Sulle eclissi della luna; Sulla dimensione del sole e della luna e della terra; Sui fulmini; Sui pianeti; Aritmetica; Ottica»
(trad. A. D'Andria)
Filippo, dunque, da queste testimonianze, risulta di fatto un platonico e un astronomo. Si aggiunga che nell'Epinomide afferma solo attraverso la conoscenza astronomica si giunge alla vera natura dell'universo, tramite la quale l'umanità può raggiungere la virtù, mentre anche il peggio sarà in qualche modo trattenuto grazie a questa conoscenza.